# Дидык, Алексей Архипович
Алексей Архипович Дидык (20 июня 1935 — 25 марта 1998) — генерал-майор авиации ВВС СССР, начальник Сызранского высшего военного авиационного училища лётчиков (Сызранского ВВАУЛ) в 1977—1986 годах. Заслуженный военный лётчик СССР (1982), лётчик-снайпер.

## Биография
Родился 20 июня 1935 года в селе Митченки Бахмачского района Черниговской области. После окончания средней школы в 1953 году поступил в военную авиационную школу первоначального обучения лётчиков, окончил её в 1955 году. Далее поступил в Чугуевское истребительное училище, где учился в 1955—1957 годах. Среди его одногруппников был будущий космонавт Алексей Леонов: оба служили в 3-й эскадрилье вместе с будущим генерал-лейтенантом авиации, заместителем командующего ВВС Дальневосточного военного округа Анатолием Строговым. После выпуска Дидык был назначен инструктором для обучения курсантов на МиГ-15, однако через год был направлен в Пугачёвское 160-е военное авиационное училище для ознакомления с вертолётами.
В Пугачёве Дидык начал службу в качестве лётчика-инструктора вертолета Ми-1, проработав на этой машине 4 года, затем проработал ещё 2 года на вертолёте Ми-4. За свою карьеру военного он служил в населённых пунктах Пугачёв, Тоцкое, Безенчук и Сызрань. Четыре года он был командиром звена, год занимал должность командира эскадрильи. В 1971 году окончил военно-воздушную академию имени Ю. А. Гагарина, после чего был направлен в Сызранское ВВАУЛ в должности заместителя командира полка. В течение двух лет (до октября 1974 года) он командовал 276-м Тоцким учебным вертолётным полком, однако, по собственным словам, не смог сформировать полк, поскольку не было возможности.
С октября 1974 по октябрь 1976 — командир 851-го Безенчукского учебного вертолётного полка при Сызранском ВВАУЛ. В 1976—1977 годах занимал пост заместителя начальника Сызранского ВВАУЛ, в 1977—1986 годах был его начальником. По собственным словам, его 851-й полк в 1974—1976 годах отработал без единого лётного происшествия, выполнив план полётов на курсантов. В то же время в январе 1975 года во время полёта вертолёта Ми-2, экипаж которого возглавлял тогда полковник Дидык (другой член — майор В. С. Борисенко), в отсеке двигателей машины произошёл пожар: к счастью, вертолёт удалось пришлось посадить на аэродром. Всего Дидык летал на самолётах Як-18, Як-11 и МиГ-15, а также на вертолётах Ми-1, Ми-4, Ми-2, Ми-8Т и Ми-24. Суммарный налёт составил более 5 тысяч часов.
Воспитал двух сыновей, которые стали лётчиком. Старший дослужился до звания майора, однако в 1996 году погиб на земле. Младший окончил в 1995 году Сызранское ВВАУЛ и стал лётчиком-инструктором в Сызранском полку. Сам Алексей Архипович избирался депутатом Сызранского городского Совета народных депутатов и членом Сызранского горкома КПСС.
Скончался 25 марта 1998 года. Похоронен в Сызрани.

## Награды
- Орден «За службу Родине в Вооружённых Силах СССР» III степени[4]
- Заслуженный военный лётчик СССР[4] (12 августа 1982)[b]
- Лётчик-снайпер[4]
- Почётный ветеран Сызранского военного авиационного института[4]

## Комментарии
1. ↑  Те же авторы утверждают, что он окончил в 1958 году Черниговское высшее военное авиационное училище лётчиков (Черниговское ВВАУЛ)
2. ↑  Указом Президиума ВС СССР № 421 от 12 августа 1982